# Studnice (ort i Tjeckien, Södra Mähren)
Studnice är en ort i Tjeckien.   Den ligger i regionen Södra Mähren, i den östra delen av landet, 190 km öster om huvudstaden Prag. Studnice ligger 545 meter över havet och antalet invånare är 491.
Terrängen runt Studnice är platt åt nordväst, men åt sydost är den kuperad. Runt Studnice är det glesbefolkat, med 16 invånare per kvadratkilometer. Närmaste större samhälle är Prostějov, 19,8 km nordost om Studnice. I omgivningarna runt Studnice växer i huvudsak blandskog.